# Johan Rockström
Johan Rockström (31 de diciembre de 1965) es un científico sueco, conocido a nivel internacional por su trabajo académico sobre la sostenibilidad global y el cambio climático. Es director adjuntodel Instituto Potsdam para la Investigación sobre el Impacto del Cambio Climático (PIK) en Alemania junto con el economista Ottmar Edenhofer. Rockström también es científico jefe de la organización Conservación Internacional. Es profesor de Ciencias del Sistema Terrestre en la Universidad de Potsdam y profesor de Sistemas Hídricos y Sostenibilidad Global en la Universidad de Estocolmo.
Rockström es pionero en el trabajo sobre los límites planetarios, publicado por primera vez en 2009 y actualizada en 2023. En esta publicación, los autores argumentan que los nueve límites planetarios presentados en el esquema, desde el clima hasta la biodiversidad, son fundamentales para mantener un "espacio operativo seguro para la humanidad".
Previamente, Rockström se desempeñó como director ejecutivo del Instituto de Medio Ambiente de Estocolmo entre 2004 y 2012 y director del Centro de Resiliencia de Estocolmo entre 2007 y 2018. 

## Carrera
Johan Rockström estudió Ciencia del suelo e Hidrología en la Universidad Sueca de Ciencias Agrícolas en Upsala y se graduó del máster en ciencias de la agricultura en 1992, en 1993 terminó el diplomado de agricultura avanzada en el Instituto Agronómico Nacional Grande Ecole, París-Grignon y en 1995 se graduó de la licenciatura de filosofía de la Universidad de Estocolmo
Recibió su doctorado en Administración de Recursos Naturales del Departamento de Sistemas Ecológicos en 1997 de la Universidad de Estocolmo. Entre 1998 y 2000 trabajo como asesor regional en gestión de tierras y aguas para la Unidad Regional de Ordenamiento Territorial de África Oriental (RELMA). En 2002 obtuvo el título de profesor asociado en Manejo Integrado del Agua en la Universidad de Zimbabwemientras se desempeñaba como profesor titular y coordinador regional de investigación para la Red del Agua en África del Sur en asocio con Unesco y el Instituto para la educación del Agua IHE-Delftentre 2002 y 2004.
En 2009, Rockström y un equipo de 28 académicos reconocidos presentaron un marco general de análisis de las afectaciones de la Tierra por cuenta de las actividades antrópicas definiendo 9 Límites Planetarios, sintetizados en una charla TED llamada "Dejemos que el Medio Ambiente guie nuestro futuro, en 2010. En reconocimiento a este trabajo, la revista Fokus lo nombró "Sueco del Año" por su "trabajo interesante y apasionante en el desarrollo sostenible".En 2011 presidió el tercer Simposio del Premio Nobel sobre Sostenibilidad Global en Estocolmo.
Entre 2012 y 2013 fue parte de la Comisión de Futuros del Primer Ministro sueco y también hizo parte del comité científico sobre el Medio Ambiente para el gobierno sueco 2012-2014.En la última década Rockström ha consolidado una red de investigación de límites planetarios junto a profesores como John Schellnhuber (PIK), Will Steffen (ANU), Katherine Richardson (Universidad de Copenhague) y Maarten Hajer (PBL),  con quienes avanzan en la modelización integrada de toda la Tierra e investigan acerca de la sostenibilidad global.Rockström ha aplicado el análisis de sistemas a datos y modelos mundialmente reconocidos en diversos campos y en el Centro de Resiliencia de Estocolmo, basándose en décadas de investigación, propusieron siete principios para la construcción de resiliencia como guía práctica para la acción.La motivación de Rockström  está basada en la profunda conciencia de la dependencia de la humanidad no sólo de la capacidad de los ecosistemas para proporcionar bienestar humano sino también de la resiliencia de la biosfera y su capacidad para permanecer estable en su estado del Holoceno.
Rockström es un referente científico internacional para el avance de la ciencia de la resiliencia del agua,también reconocido junto al profesor Malin Falkenmark, en el establecimiento de un pensamiento sobre el agua verde y azul en el mundo,y analizar los recursos hídricos verdes y azules a nivel global en el marco de los límites planetarios.

## Premios
- (2024) Premio Tyler al logro medioambiental.[20]
- (2017) Laureado, Instituto Hillary de Liderazgo Internacional.[4]
- (2016) Distinción francesa Caballero de la Legión de Honor.[6]
- (2015) Premio Medioambiental (Deutsche Umweltpreis).[21]
- (2015) Premio de la Sociedad Zoológica de Londres a la Innovación en Conservación.[1]
- (2014) Profesor Humanitas de Ciencias de la Sostenibilidad en la Universidad de Cambridge.[22]
- (2014) Premio Ambiental Lawrence Huntington del Centro de Investigación Woods Hole, hoy Woodwell Climate Research Centre.[23]
- (2013) Premio Marsh a la investigación sobre el cambio climático, Sociedad Ecológica Británica.[24]
- (2013) Agrónomo del año, Asociación Sueca de Científicos Profesionales.[25]
- (2012) Premio Internacional Cosmos.[26]
- (2012) y (2013)La persona más influyente de Suecia en materia de medio ambiente, MiljöAktuelt y dentro del top diez en (2010, 2011, 2014).[27]
- (2009) Revista FOKUS Sueco del Año (2009)[28]

## Publicaciones
Rockström es un autor prolífico especialmente en idioma inglés. En su mayoría relacionadas con el modelo de límites planetarios y sus actualizaciones. 

Entre sus principales publicaciones se encuentran: 
- (2023) Richardson, K., Rockström, J. et al., Earth beyond six of nine planetary boundaries. Science Advances. DOI:10.1126/sciadv.adh2458.[29]
- (2018) Steffen, W., Rockstrom, J., Schellnhuber, H. J. et al. Trajectories of the Earth System in the Anthropocene. Proceedings of the National Academy of Sciences of the United States of America (PNAS), 115 (33), p. 8252-8259.[30]
- (2017) Rockström, J., Gaffney, O., Rogelj, J., Meinshausen, M., Nakicenovic, N., Schellnhuber, H.J. A roadmap for rapid decarbonization. Science 355(6331), pp. 1269-1271.[31]
- (2015) Steffen, W., Richardson, K., Rockström, J., Gerten, D., Heinke, J. et al. (2015): Planetary boundaries: Guiding human development on a changing planet. Science, 347 (6223), 1259855.[32]
- (2009) Rockström, J., Steffen, W., Noone, K., Persson, A., Chapin, F.S., Lambin, E.F., Lenton, T.M., Scheffer,M., Folke, C., Schellnhuber, H.J., Nykvist, B., de Wit, C.A., Hughes, T., van der Leeuw, S., Rodhe, H., Sorlin, S., Snyder, P.K., Costanza, R., Svedin, U., Falkenmark, M., Karlberg, L., Corell, R.W., Fabry, V.J.,Hansen, J., Walker, B., Liverman, D., Richardson, K., Crutzen, P., Foley, J.A. A safe operating space for humanity, Nature 461 (7263), pp. 472-475.[5]